# Indri llanós de Bemaraha
L'indri llanós de Bemaraha (Avahi cleesei) és una espècie d'indri llanós nadiua de l'oest de Madagascar. Els científics que descobriren l'espècie li donaren el nom específic cleesei en honor de l'actor anglès John Cleese, membre del grup còmic Monty Python, principalment pels seus esforços per protegir els lèmurs. Fou descobert originalment el 1990 per un equip de científics de la Universitat de Zúric, però no fou descrit com a nova espècie fins al novembre del 2005.